# Alpines Museum der Schweiz

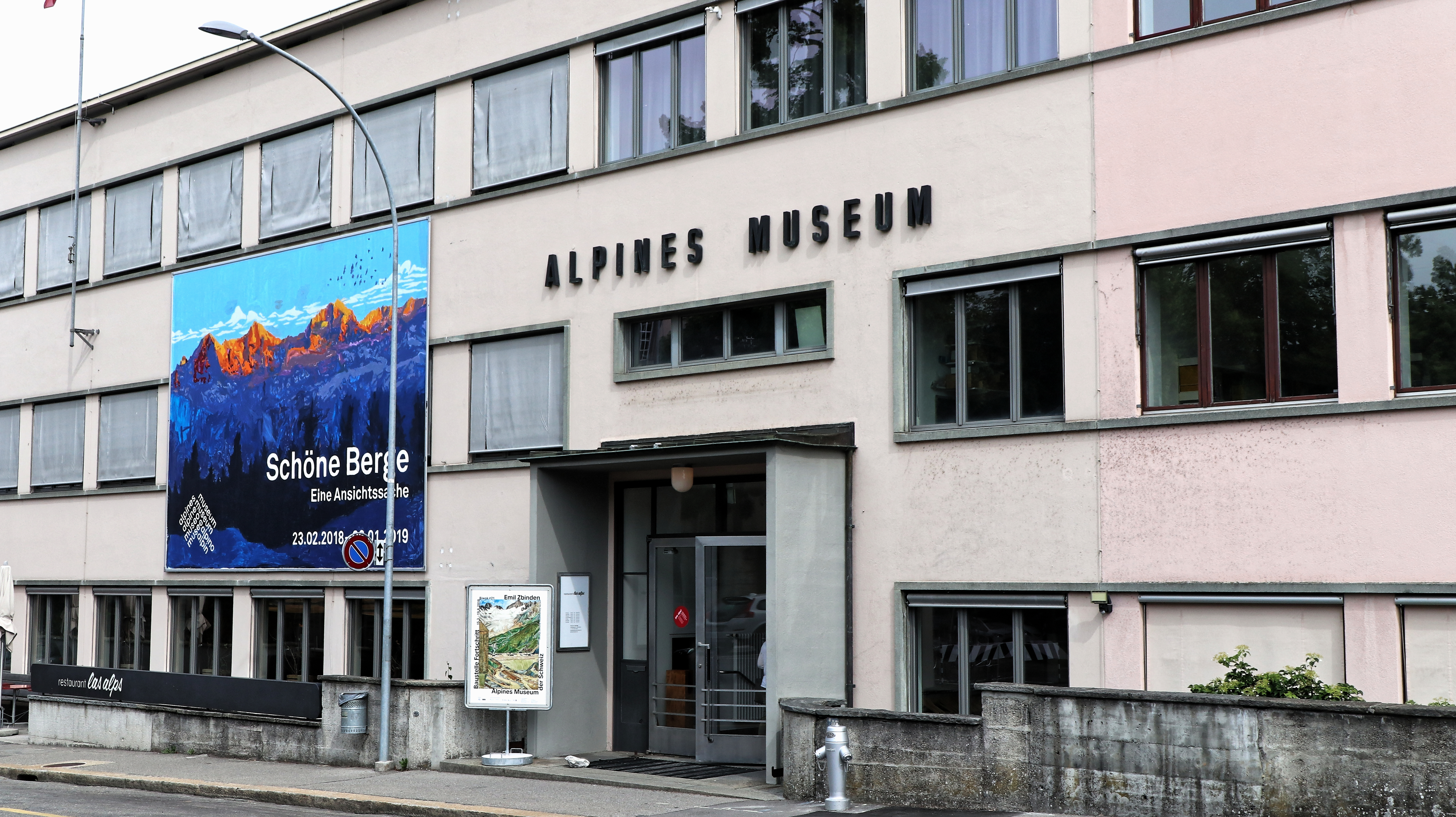
Aussenansicht

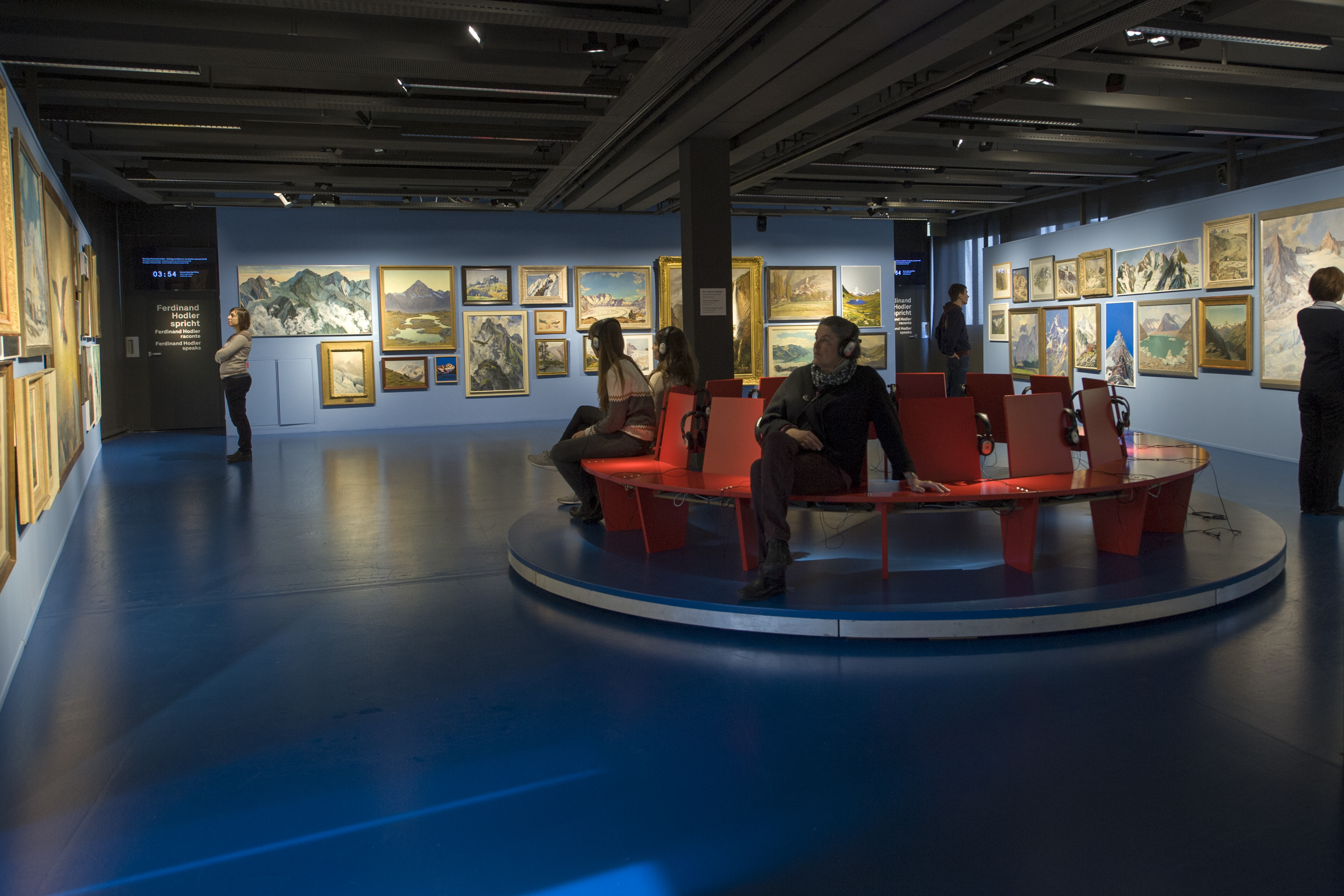
Innenansicht

Das ALPS Alpines Museum der Schweiz ist ein Museum, das sich mit dem Verhältnis zwischen Bergen und Menschen, Kultur und Natur in den Alpen befasst. Es befindet sich am Helvetiaplatz 4 in Bern.
Es widmet sich kultur- und naturwissenschaftlichen Fragen des gesamten Alpenraums. Das Museum unterhält eine bedeutende Sammlung mit den Schwerpunkten Kartografie, Alpinismus sowie Bergfotografie mit über 220'000 Fotografien. Das Alpine Museum beherbergt eine der grössten Sammlungen von Bergreliefs. Es vermittelt sein Wissen regelmässig in Ausstellungen, Publikationen und Veranstaltungen.

## Geschichte

### Sammlung des Schweizer Alpen-Clubs
Das Museum wurde 1905 im Rathaus des Äusseren Standes an der Zeughausgasse in Bern eröffnet, nachdem 1902 die Sektion Bern des Schweizer Alpen-Clubs (SAC) die Initiative dazu ergriffen und eine Museumskommission mit der Realisierung beauftragt hatte. Idee und Zweck des Museums entsprachen dem Anliegen des SAC, die Alpen nicht nur für Bergsteiger zu erschliessen, sondern sie auch zu erforschen.
1933–1934 wurde der Museumsneubau am Helvetiaplatz im Berner Kirchenfeldquartier errichtet. Das Haus steht heute als Beispiel für das Neue Bauen unter Denkmalschutz. 1990 bis 1993 wurde das Museum umgebaut und neu eingerichtet. Es entstand eine Dauerausstellung auf zwei Etagen und Raum auf einer Etage für die immer wieder wechselnden Sonderausstellungen. Alle acht bis zehn Monate stand auf diese Weise wieder ein neues Thema rund um die Alpen und den Alpenraum zur Debatte. Besonders hervorzuheben sind die erfolgreichen Ausstellungen «Gletscher im Treibhaus» und «Zimmer frei. Alpenhotels zwischen Abbruch und Aufbruch».

### Aktuelles Konzept
Von September 2011 bis März 2012 wurde das Museum erneut umgebaut und mit neuem Konzept und gegenwartsorientierter Ausrichtung wieder eröffnet. Die Dauerausstellung hat den auf zwei Etagen stattfindenden (700 m²) grossen Sonderausstellungen Platz gemacht. Ebenso neu im Konzept ist die Ausstellungsfläche «Biwak», das «Schnellboot» des grossen «Museumsdampfers», in dem experimentelle Kleinausstellungen mit schnellerem Wechsel stattfinden. Dabei stehen die verschiedenen Herangehensweisen und Blickwinkel auf das Thema, die immer wieder neu ausgelotet werden, im Vordergrund, denn nicht nur naturhistorische und geografische Fragen drängen sich auf, sondern auch kulturelle, gesellschaftliche, kunstbezogene und insbesondere gegenwartsorientierte Ansichten und Befindlichkeiten müssen und sollen diskutiert werden.
Seit März 2012 befinden sich im Erdgeschoss ein neu konzipierter Museumladen und die Gaststätte «las alps», die Spezialitäten aus dem Alpenbogen anbietet.
Seit Mai 2024 firmiert das Museum unter dem Namen ALPS.
Trägerin ist die Stiftung Schweizerisches Alpines Museum, die 1933 gegründet worden ist. Stifter sind die Schweizerische Eidgenossenschaft, der Kanton Bern, die Stadt Bern, der Schweizer Alpen-Club SAC und die Sektion Bern des SAC.
Das Alpine Museum ist Mitglied im Verein Museumsquartier Bern, der seit Juni 2021 die organisatorische Klammer für die Zusammenarbeit der Kulturinstitutionen im Museumsquartier bildet.

## Ausstellungen
- April bis August 2016: Out of Africa. Wie das Geranium in die Schweiz kam.
- September 2016 bis Januar 2017: Wilde Küche. Ein kulinarischer Streifzug durch die Alpen.
- Oktober 2016 bis Januar 2018: Wasser unser. Sechs Entwürfe für die Zukunft. [Hauptausstellung]
- Januar bis April 2017: Reklamekunst und Reiseträume – Anton Reckziegel und die Frühzeit des Tourismusplakats.
- Mai bis Oktober 2017: Der Wolf ist da. Eine Menschenausstellung.
- Oktober 2017 bis Februar 2018: Constructive Alps. Nachhaltiges Sanieren und Bauen in den Alpen.
- Seit Februar 2018 bis September 2019: Schöne Berge. Eine Ansichtssache. [Hauptausstellung]
- März bis August 2018: Baustelle Fortschritt. Emil Zbinden und der Staumauerbau Grimsel Oberaar.
- September bis Oktober 2018: Suiza existe. Eine Spurensuche in Esperanza, Argentinien.
- November 2018 bis April 2019: Die weisse Gefahr. Der Umgang mit Lawinen in der Schweiz.
- Oktober 2019 bis Januar 2021: Werkstatt Alpen. Von Macherinnen und Machern.
- März 2021 bis September 2022: Let’s Talk about Mountains. Eine filmische Annäherung an Nordkorea.
- November 2022 bis August 2024: Heimat. Auf Spurensuche in Mitholz